# パウル・パップ
パウル・パップ（Paul Papp, 1989年11月11日-）は、ルーマニア・デジ出身のサッカー選手。CSウニヴェルシタテア・クラヨーヴァに所属している。ポジションはDF（センターバック）。

## 経歴

### クラブ
ルーマニア下部リーグのチームで経験を積んだ後、設立以来、急速に力をつけてきた新興チームFCヴァスルイで頭角を現す。2010年にはルーマニアサッカー連盟のリーグ最優秀ディフェンダーに選出されている。
2012年夏、イタリアのACキエーヴォ・ヴェローナに移籍し、主要リーグ初挑戦。

### 代表
U-21ルーマニア代表時代には、UEFA_U-21欧州選手権2011予選で主力を担うも、チームはプレイオフで敗れ、本選出場はならなかった。
2011年2月にフル代表に初招集。2012年8月には、スロベニア代表との親善試合で代表初ゴールをマークした。

## タイトル
アストラ
- クパ・ロムニエイ : 2013-14
- スーペルクパ・ロムニエイ : 2014

ステアウア・ブカレスト
- リーガ1 : 2014-15
- クパ・ロムニエイ : 2014-15
- クパ・リギー : 2014-15, 2015-16

ウニヴェルシタテア・クラヨーヴァ
- クパ・ロムニエイ : 2020-21
- スーペルクパ・ロムニエイ : 2021